# Bastardiopsis eggersii
Bastardiopsis eggersii är en malvaväxtart som först beskrevs av Baker f., och fick sitt nu gällande namn av Fuertes och P. A. Fryxell. Bastardiopsis eggersii ingår i släktet Bastardiopsis och familjen malvaväxter. Inga underarter finns listade i Catalogue of Life.